# Unterseeboot 55 (1939)
Pour les articles homonymes, voir Unterseeboot 55.
L'Unterseeboot 55 ou U-55 est un sous-marin allemand (U-Boot) de type VII.B construit pour la Kriegsmarine pendant la Seconde Guerre mondiale.

## Construction
L'U-55 provient du programme 1937-1938 pour une nouvelle classe de sous-marins océaniques. Il est de type VII B lancé entre 1936 et 1940. Construit dans les chantiers de Friedrich Krupp Germaniawerft AG à Kiel, la quille du U-55 est posée le 2 novembre 1938 et il est lancé le 19 octobre 1939. L'U-55 entre en service seulement un mois plus tard.

## Historique
Mis en service le 21 novembre 1939, l'U-55 entre en service comme sous-marin d’entraînement pour les équipages, au sein de la Unterseebootsflottille "Wegener".
Il quitte Kiel pour sa première patrouille de guerre, le 16 janvier 1940, aux ordres du Kapitänleutnant Werner Heidel pour une recherche de convois ennemis au large du Cap Finisterre et d'Ouessant en contournant les Îles anglaises en passant par la mer du Nord. Il coule six navires pour un total de 15 853 tonneaux. Après avoir coulé son sixième navire, le 30 janvier 1940, l'U-55 est localisé au sud-ouest des Îles Scilly à la position géographique de 48° 37′ N, 7° 48′ O. Il subit une contre-attaque concertée de l'escorte du convoi, composée du destroyer britannique HMS Whitshed, du sloop britannique HMS Fowey, des destroyers français Valmy et Guépard, renforcés par un hydravion Short S.25 Sunderland (Squadron 228). Après une attaque soutenue de charges de profondeur, le sous-marin fait surface et riposte ; son canon de pont se bloque. Werner Heidel ordonne d'abandonner l'U-Boot, puis se saborde et coule avec lui. Le reste de l'équipage est secouru par les escortes du convoi. Le crédit officiel britannique pour avoir coulé l'U-55 est accordé  au HMS Fowey, HMS Whitshed et à l'hydravion Sunderland.
À l'issue de cette attaque, le bilan humain est 41 survivants et d'un mort : le Commandant de l'U-55.

## Affectations
- Unterseebootsflottille "Wegener" du 30 novembre au 31 décembre 1939 à Kiel (entrainement)
- 7. Unterseebootsflottille du 1er janvier au 30 janvier 1940 à Kiel (service active)

## Commandements
- Kapitänleutnant Werner Heidel du 21 novembre 1939 au 30 janvier 1940

## Patrouilles
|       | Commandant           | Départ          | Départ | Arrivée         | Arrivée | Jours    | Succès   |
| ----- | -------------------- | --------------- | ------ | --------------- | ------- | -------- | -------- |
| 1     | Kptlt. Werner Heidel | 16 janvier 1940 | Kiel   | 30 janvier 1940 | Coulé   | 15 jours | 15 853   |
| Total | Total                | Total           | Total  | Total           | Total   | 15 jours | 15 853 t |

Note : Kptlt. = Kapitänleutnant

## Navires coulés
L'Unterseeboot 55 a coulé 6 navires marchands ennemis de 15 853 tonneaux au cours de l'unique patrouille (15 jours en mer) qu'il effectua.
| Navires coulés ou endommagés par le U-55 |                 |                 |               |       |
| Date                                     | Nom             | Nationalité     | Tonnage (GRT) | Fait  |
| 18 janvier 1940                          | Foxen           | Suède           | 1 304         | Coulé |
| 19 janvier 1940                          | Telnes          | Norvège         | 1 694         | Coulé |
| 22 janvier 1940                          | Segovia         | Norvège         | 1 387         | Coulé |
| 23 janvier 1940                          | Andalusia       | Suède           | 1 357         | Coulé |
| 30 janvier 1940                          | Keramiai        | Grèce           | 5 085         | Coulé |
| 30 janvier 1940                          | Vaclite/Vaclita | Grande-Bretagne | 5 026         | Coulé |